# تپه و گورستان نمک کش
تپه و قبرستان نمک کش مربوط به دوره قاجار دوره پهلوی است و در شهرستان خرم‌آباد، بخش پاپی، دهستان کشور، ۱/۶ کیلومتری جنوب شرق روستای یالان رز واقع شده و این اثر در تاریخ ۲۸ اسفند ۱۳۸۵ با شمارهٔ ثبت ۱۸۵۸۲ به‌عنوان یکی از آثار ملی ایران به ثبت رسیده است.